# Steinberg sequel
Steinberg sequel is een sterk versimpelde versie van Steinbergs Cubase.
Het programma is gebaseerd op loops en biedt dus een compleet productiepakket voor de beginner. Het programma toont veel gelijkenissen met Apple's Garageband, mede dankzij dezelfde (op loops gebaseerde) interface.